# استیلومنیا
استیلومنیا (نام علمی: Stylomenia) نام یک سرده از رده شیارشکمان است.